# 우문선비

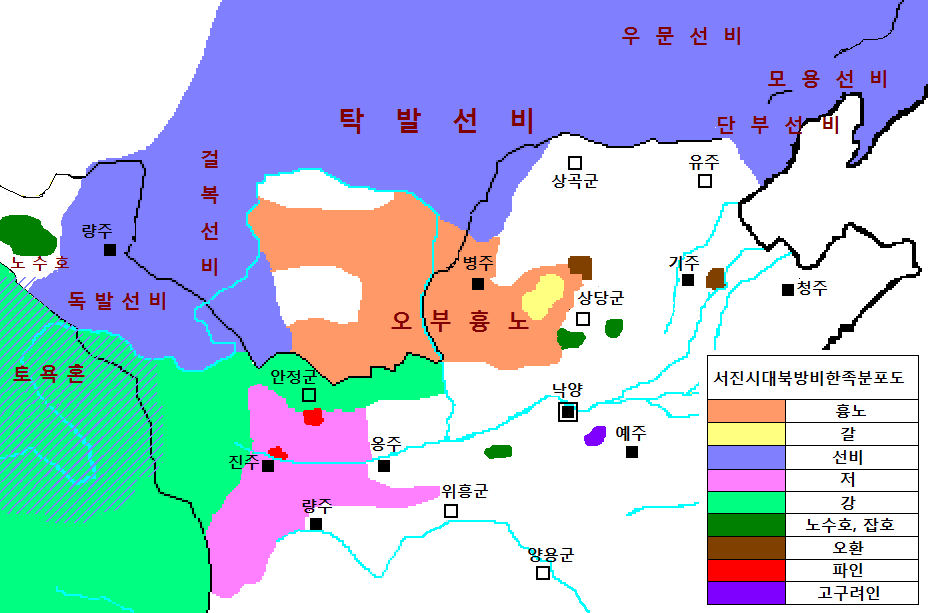
서진 시기 북방에 있던 각 부족의 분포도(요서 북부에 우문선비가 위치해 있다.)

우문선비(宇文鮮卑, Yuwen)는 중국 고대 오호십육국시대에 존재한 선비의 일파이다.
우문선비는 모용부·탁발부 등과 같은 선비의 한 부족으로서, 시라무렌 강 유역을 중심으로 유목생활을 한 것으로 추정된다. 우문부는 처음에 모용부에 복속하였고, 모용부가 탁발부에 의해 멸망하자 거주지를 북위 초에 무천진으로 옮겨 그 현민(縣民)이 되었다.
557년 우문부 출신의 우문태는 처음 북위에서 일어난 6진의 난에 참가하였다가 하발악에게 귀순하여 두각을 나타내었다. 하발악의 사후 그가 가지고 있던 기반으로 관중지방에서 세력을 과시했다. 세력을 확대한 우문태는 서위를 멸망시키고 북주를 세웠다. 북주는 581년 수나라에게 멸망하였다.

## 기원
정사에는 우문부의 기원에 대해 『주서(周書)』에는 우문부가 염제(炎帝) 신농씨(神農氏)의 후예이며, 선조 갈오도(葛烏菟)는 선비 12부(部)의 공동 군주였으며, 우문보회(宇文普回)가 우문부를 건립했다고 전한다. 이 기록은 후세 일부 사학자들에게 의심을 받고 있다. 일반적으로는 우문부는 1세기경 북흉노(北匈奴)가 동한(東漢)에게 패배하여 서쪽으로 이주한 이후, 이들의 옛 땅 막북(漠北)에 남은 부락이라 본다. 동쪽으로 옮겨지면서 선비인들과 잡거하였고 이후에 선비와 동화되어 하나의 족군을 이뤘다. 이 시기 우문부는 선비 수령 단석괴(檀石槐) 부락 연맹에 참가하였으며 수령은 선비의 동부대인(東部大人)이 되었다. 이로 인해 우문부는 흉노(匈奴)에서 유래하였으며 선비 혈통과 혼합된 부족이라고 할 수 있다. 『후한서(後漢書)』에 기재된 한 화제(漢和帝) 연간에 대장군(大將軍) 두헌(竇憲)이 우교위(右校尉) 경기(耿夔)를 파견하여 북흉노를 격파하였으며, '선비는 이로 인해 그 땅으로 이주하여 거하였는데, 흉노의 잔당 중에 남아 머물렀던 자들이 아직 10만 여명 있었는데, 모두 자칭 선비라 하였다(鮮卑因此轉徙據其地, 匈奴餘種留者尚有十餘萬落, 皆自號鮮卑)'고 전한다. 『위서(魏書)』는 우문부가 흉노의 일종이며, '요동 변방 바깥 지역에서 나왔으며, 그 조상은 남선우의 원속이었다, 대대로 동부대인이 되었다, 언어는 선비와 상당히 다르다(出於遼東塞外, 其先南單于遠屬也, 世爲東部大人, 其語與鮮卑頗異)'고 전한다.

## 흥망성쇠
『주서』에 의하면 우문부의 형성은 갈오도(葛烏菟)에까지 거슬러 올라간다. 갈오도는 '무예에 뛰어나며 지략이 많아 선비인들이 그를 흠모하여 군주로 삼았으며 마침내 12부락을 총괄하였으니 대대로 대인이 되었다(雄武多算略, 鮮卑慕之, 奉以爲主, 遂總十二部落, 世爲大人)'고 전한다. 갈오도의 후손 우문보회는 사냥을 나섰다가 옥새 3개를 줍고 이중 '황제새(皇帝璽)'라는 글자가 새겨져 있는 것을 보고, 하늘이 준 것이라고 생각했다. 당시 이들 언어로 '宇'는 하늘, '文'은 임금을 뜻하였기에, 스스로 우문을 성씨로 삼고 우문국(宇文國)을 세웠다. 『주서』는 이것이 우문부 명칭의 유래로 보았지만 후세 역사학자들이 이는 견강부회한 것이라고 보았다. 우문보회의 아들 우문막나(宇文莫那)는 음산(陰山)에서 남쪽으로 이주하여 요서(遼西)에 이르렀으며, 이후 남북조(南北朝) 중 우문씨가 세운 북조의 북주(北周)에서는 그를 헌후(獻侯)로 추숭하고 시조로 삼았다.
우문막나 이후 그의 후손 몇 대는 사서에 기재되지 않았으나 서진(西晉) 시기 이후에 다시 기사가 등장한다. 『위서(魏書)』에는 당시 '(남자) 사람들은 모두 머리를 깎고 정수리 머리만 남겨두어 머리 장식을 하였으며 그것도 몇 촌(寸) 이상 자라면 짧게 자른다. 부녀들은 저고리를 길게 늘어뜨려 발까지 이르게 했으나 치마를 입지는 않는다(人皆剪髮而留其頂上, 以爲首飾, 長過數寸則截短之, 婦女披長襦及足, 而無裳焉)'고 전한다. 이를 통해 당시 우문선비에 올발(髡髮) 풍습이 있었음을 알 수 있으며, 여성들은 위아래가 이어진 저고리를 입었고 하반신을 긴 치마로 치장하는 한족(漢族)과는 달랐음을 알 수 있다. 이외에도 가을에는 오두(烏頭)라는 독성 식물을 채취하여 독약을 만들고 이를 화살에 뭍혀 사냥을 하였다고 전한다.
이 때 우문부 몇몇 수령은 탁발부(拓跋部)와의 관계가 비교적 좋았으며 우문부와 탁발부는 통혼하기도 했다. 오호십육국(五胡十六國) 시대 이후 세력이 강대한 후조(後趙, 319~351)에 귀부하였다. 반대로 우문부와 모용부(慕容部) 사이에는 분규가 끊이지 않았으며, 우문막규(宇文莫珪), 우문손닐연(宇文遜昵延), 우문걸득귀(宇文乞得龜), 우문일두귀(宇文逸豆歸) 모두 모용부에게 패배하였다. 344년(『자치통감(資治通鑑)』) 혹은 345년(『위서』) 에 운명을 결정하는 전투 중, 우문부는 모용부가 이후에 건국한 전연(前燕, 337~370)에게 멸망하였고, 우문부락은 이주된 후에 흩어져 사라졌다.

## 이후
우문부는 흩어져 사라졌지만 완전히 사라지지는 않았다. 『주서』에 의하면, 북주(北周) 황족 우문씨는 우문선비의 후예로, 서위(西魏)의 태사(太師)이자 북주의 기반을 닦은 우문태(宇文泰)는 우문일두귀(宇文逸豆歸)의 5세손이라 전한다.
이외에도 우문부는 후에 남북조에 고막해족(庫莫奚族)으로 발전한 일파가 있었으며, 고막해족은 수(隋)대에는 해족(奚族)이라 칭해졌다. 다른 일파인 질랄부(迭剌部) 역시 남북조 시기 후세에 영향력을 끼친 거란(契丹)으로 발전하였다.
중당(中唐)의 장수 상가고(尙可孤)는 우문부의 별종 후예이다.

## 우문부 선비의 수령
| 성명                                               | 재위                     |
| -------------------------------------------------- | ------------------------ |
| 우문보회 (宇文普回)                                | ？                       |
| 우문막나 (宇文莫那)                                | ？                       |
| ?                                                  |                          |
| 우문막괴 (宇文莫槐)                                | ？ - 293년               |
| 우문보발 (宇文普撥)                                | 293년 - ？               |
| 우문구불권 (宇文丘不勤)                            | ？                       |
| 우문막규 (宇文莫珪 / 宇文莫圭) 우문막외 (宇文莫廆) | ？                       |
| 우문손닐연 (宇文遜昵延) 우문실독관 (宇文悉獨官)    | ？                       |
| 우문걸득귀 (宇文乞得龜)                            | ？ - 333년               |
| 우문일두귀 (宇文逸豆歸) 우문후두귀 (宇文侯豆歸)    | 333년 - 344년 혹은 345년 |

## 북주의 역대 황제
| 대수  | 묘호                            | 시호                           | 성명           | 연호                                                                                        | 재위기간      | 능호       |
| ----- | ------------------------------- | ------------------------------ | -------------- | ------------------------------------------------------------------------------------------- | ------------- | ---------- |
| -     | -                               | 덕황제 (德皇帝) (주 명제 추숭) | 우문굉(宇文肱) | -                                                                                           | -             | -          |
| -     | 주 태조 (周太祖) (주 명제 추숭) | 문황제 (文皇帝)                | 우문태(宇文泰) | -                                                                                           | -             | 성릉(成陵) |
| 제1대 | -                               | 효민황제 (孝閔皇帝)            | 우문각(宇文覺) | -                                                                                           | 557년         | 정릉(靜陵) |
| 제2대 | 주 세종 (周世宗)                | 명황제 (明皇帝)                | 우문육(宇文毓) | 무성(武成) 559년 ~ 560년                                                                    | 557년 ~ 560년 | 소릉(昭陵) |
| 제3대 | 주 고조 (周高祖)                | 무황제 (武皇帝)                | 우문옹(宇文邕) | 보정(保定) 561년 ~ 565년 천화(天和) 566년 ~ 572년 건덕(建德) 572년 ~ 577년 선정(宣政) 578년 | 560년 ~ 578년 | 효릉(孝陵) |
| 제4대 | -                               | 선황제 (宣皇帝)                | 우문윤(宇文贇) | 대성(大成) 579년                                                                            | 578년 ~ 579년 | 정릉(定陵) |
| 제5대 | -                               | 정황제 (靜皇帝)                | 우문천(宇文闡) | 대상(大象) 579년 ~ 580년 대정(大定) 581년                                                   | 579년 ~ 581년 | 공릉(恭陵) |

## 같이 보기
- 선비족
- 모용씨
- 흉노
- 오호
- 육문중학교

## 참고자료
- 『후한서(後漢書)』卷90
- 『진서(晉書)』卷108
- 『위서(魏書)』卷88, 卷91
- 『주서(周書)』卷1, 卷3
- 『자치통감(資治通鑑)』